# ستيفن كولتر
ستيفن كولتر (بالإنجليزية: Steven Coulter)‏ هو ممثل أمريكي، ولد في 27 يوليو 1985 في الولايات المتحدة.

## وصلات خارجية
- ستيفن كولتر على موقع IMDb (الإنجليزية)